# ソフトキャンパス
キャリアスクール・ソフトキャンパスは株式会社ソフトキャンパスを母体とし、青森県弘前市に本社を置く、民間の社会人の為の資格取得学校である。

## 概要
1995年7月に個人事業として設立。主に企業に出向きパソコンを導入した企業に対してCADや電子カルテの操作サポートを行い2000年に有限会社、2007年には株式会社となる。
現在では転職や就職を目的とした社会人に対して資格取得をサポートするスクール事業を中心に東京都新宿に1店舗、宮城県仙台市に1店舗、神奈川県横浜市に1店舗、青森県内に2店舗ある。

## 事業内容
- 社会人向けの資格取得スクール
- 資格試験実施[2]（各種ビジネス試験、Microsoft Office Specialist試験[3]、各種医療事務試験[4]、各種CAD試験[5][6]、WEB・DTP試験[7]等）
- 法人向けの企業研修
- 派遣事業
- セミナーの運営
- 求職者支援訓練、委託訓練の実施[8]
- 青森県ひとり親家庭等在宅就業支援事業[9]

## スクール所在地
- 本社：弘前市土手町38番地　スカイパークビル2F
- 新宿校：東京都渋谷区代々木2-13-5 KT新宿ビル10F
- 横浜校：神奈川県横浜市西区北幸1-5-10 JPR横浜ビル6F
- 仙台校：仙台市青葉区一番町3-3-1クラックス仙台3F
- 青森校：青森県青森市緑3-9-2 サンロード青森3F
- 弘前校：弘前市土手町38番地　スカイパークビル2F
- 八戸校：八戸市廿三日町39　ビナクル2F（閉校）
- 十和田校：十和田市稲生町4-23　第一田中ビル4F（閉校）